# Fredy García Loayza
Fredy Manuel García Loayza, (Tacna, 22 de noviembre de 1959), más conocido como Petróleo García, es un exfutbolista y entrenador peruano de fútbol. Actualmente dirige al Alfonso Ugarte en la Copa Perú.

## Trayectoria
Como jugador estuvo en el club Universitario de Tacna.
Después de su paso como DT de Coronel Bolognesi FC, la carrera de Petróleo García despegó y en los años recientes solo ha sabido de triunfos: campeón de Segunda con Cobresol en 2010,  campeón de la Copa Perú con Real Garcilaso en 2011,   y subcampeón nacional con el propio equipo cusqueño en 2012 y 2013. llevándolo a la Copa Libertadores llegando a cuartos de final por primera vez en su historia. A partir del 2015 fue contratado por Ayacucho F.C. en reemplazo de Carlos Leeb, tras malos resultados decidió renunciar. A fines de octubre fue contratado por León de Huánuco para salvarlo la zona de descenso, lo cumplió pero tras problemas administrativos les bajaron 4 puntos que terminaron descendiendo a Segunda División. A partir del 2016 es contratado por Comerciantes Unidos de Cutervo que ascendió por primera vez a primera división.

## Clubes
| Club                                     | País | Años        |
| ---------------------------------------- | ---- | ----------- |
| Sport Bolito                             | Perú | 1998-1999   |
| Coronel Bolognesi FC (Asistente Técnico) | Perú | 2000-2006   |
| Coronel Bolognesi FC                     | Perú | 2007        |
| Diablos Rojos (Juliaca)                  | Perú | 2008        |
| Total Clean                              | Perú | 2008        |
| Coopsol                                  | Perú | 2009        |
| Cobresol                                 | Perú | 2010        |
| Real Garcilaso                           | Perú | 2011 - 2014 |
| Ayacucho FC                              | Perú | 2015        |
| León de Huánuco                          | Perú | 2015        |
| Comerciantes Unidos                      | Perú | 2016        |
| Cienciano                                | Perú | 2017        |
| Escuela Municipal Binacional             | Perú | 2017        |
| Alfonso Ugarte                           | Perú | 2018        |
| Cusco FC                                 | Perú | 2024        |

## Palmarés

### Campeonatos nacionales
| Título                    | Club           | País | Año  |
| ------------------------- | -------------- | ---- | ---- |
| Segunda División del Perú | Total Clean    | Perú | 2008 |
| Segunda División del Perú | Cobresol       | Perú | 2010 |
| Copa Perú                 | Real Garcilaso | Perú | 2011 |